# Candace Bailey
Candace Bailey (Birmingham, Alabama, 20 de maio de 1982) é uma atriz estadunidense e uma ex-atleta de ginástica olímpica.

## Biografia
Bailey nasceu em Birmingham, Alabama e se mudou com sua família para a área de Pensacola (Flórida) aos dois anos de idade. Aos 12 anos, Bailey se juntou a uma empresa de modelos de Nova York no verão. Bailey se formou em Gulf Breeze (Flórida) em 2001 e freqüentou o Marymount Manhattan College em New York City.
A sua estreia como actriz aconteceu na série As the World Turns. Tornou-se conhecida com a série Jericho, interpretando a personagem de Skylar Stevens, participando em quase todos os episódios. Actualmente participa na série de animação Robot Chicken fazendo algumas vozes de personagens da série.